# Euphorbia tetracantha
Euphorbia tetracantha là một loài thực vật có hoa trong họ Đại kích. Loài này được Rendle mô tả khoa học đầu tiên năm 1896.